# Marcel Montreuil
Marcel Louis Henri Montreuil est un peintre français, né le 8 juin 1894 à Cosne-sur-Loire (Nièvre) et mort le 2 décembre 1976 à Paris.

## Biographie
Fils d'Alfred Montreuil et de Léonie Goudry, Marcel Montreuil reçoit sa formation d’architecture avec Adolphe Henry, architecte DPLG et d’Henri Reidel, graveur, mais il est autodidacte en peinture. Il est ancien combattant de la guerre de 1914-1918, durant laquelle il a été fait prisonnier. Il appartient à l’Association des Peintres et Sculpteurs Anciens Combattants. De 1934 à 1975, il expose au Salon  de l’A.P.S.A.C. (Association des Peintres et Sculpteurs anciens Combattants, Résistants et Déportés). C’est à l’occasion du salon A.P.S.A.C. de 1936 que la Direction Générale des Beaux-arts décide d’acquérir une œuvre exposée par Marcel Montreuil, La Perrière en hiver, le 3 juillet 1936.
Très attaché à Montmartre, il a noué de nombreuses amitiés avec les peintres de la butte. Il y expose en novembre 1946 à la galerie Susse, dans le cadre des salons « Art et Humour montmartrois », avec ces critiques élogieuses : « […] C’est avec plaisir que l’on s’arrête devant le Paysage de Montmartre, de Montreuil, un peintre à la bonne palette », ou encore « De Marcel Montreuil, j’ai déjà eu l’occasion de parler. Je récidive, car les quatre toiles qu’il expose sont tout-à-fait remarquables avec leurs effets de soleil et la luminosité d’une palette honnête ».
Il est aussi au Salon national indépendant au Palais des Beaux-arts. Il expose aux Salons des artistes français où il a été primé plusieurs fois, et au Salon de l’Armée entre 1950 et 1974, avec une critique favorable, ainsi qu’aux Salons d’Hiver entre 1972 et 1975 (4). D’autres salons de la région parisiennes accueillent ses œuvres : salon de Clichy de 1972 à 1975, salon des Beaux-arts de Cormeilles-en-Parisis de 1969 à 1975, salon de Montrouge de 1973 à 1975.
Il épouse le 4 février 1920, à Évreux, Louise Alphonsine Joséphine Rousseau (Saint-Martin-du-Vieux-Bellême, 1891-Paris, 1953). En deuxièmes noces, il épouse le 15 mai 1954, à Molineuf (Loir-et-Cher) Suzanne Morel, pasteliste et aquarelliste récompensée elle-aussi par le Salon. Avec son épouse, ils se rendent souvent à Laignes (Côte-d’Or), dans une maison rue de La Roche hérité de son grand-père. Ils entretiennent des correspondances amicales avec les peintres Jean Julien, Renée Carpentier-Wintz, Jean Bussy (né en 1893), Jean Didier-Tourné (1882-1967), André Regagnon mais aussi l’illustrateur Xavier Josso : leur sensibilité figurative et paysagiste rapprochant ces artistes et pour certains d’entre eux la mémoire de la Première Guerre mondiale.
Marcel Montreuil est inhumé au cimetière de Saint-Ouen à Paris. À son décès, sa femme fonde au Salon des artistes français un prix Marcel-Montreuil, décerné entre 1977 et 1982 :  "Ce prix sera attribué à un peintre classique figuratif, âgé de plus de 60 ans, vivant de son art".

## Récompenses
- 1963 / Salon de Vincennes (Association nationale des Artistes français) / médaille d’argent
- 1964 / Salon de Saint-Mandé (Association nationale des Artistes français) / médaille de vermeil[7].
- 1965 / Salon des Artistes français / prix Henriette Bateman[8], pour Saint-Jean-Pla-de-Corts et L’église de l’Ecluse.
- 1965 / Arts-Sciences-Lettres / médaille d’argent[9].
- 1966 / Salon des Artistes français / mention honorable[10], pour Les Riceys, Ceret (La Fontaine del Amor) et Saint-Jean-Pla-de-Corts (La rue du Castillot).
- 1967 / Salon des Artistes français / Prix Lagrange, pour trois huiles : Saint-Michel-de-Cuxa, Saint-André-de-Sorrède, Polissot.
- 1968 / Salon des Artistes français / Prix Jeanne-Georges-Henri Burdy, pour Montmartre, Laignes sur les fossés et Le Vieil Arbre.
- 1970 / « Arts-Sciences-Lettres » / 55e anniversaire / médaille de vermeil[11].
- 1972 / Salon de Saint-Mandé (Association nationale des Artistes français) / médaille du Conseil général[12].
- 1972 / Salon des Artistes français /Prix Thérèse Aubin-Mounier.
- 1974 / Fondation Taylor / prix Lucien-Paul Pouzargues.
- 1975 / Salon des Artistes français / prix Gustave Hallier-Achille Fould[13] pour une « nature morte ».
- 1976 / Salon des Artistes français / Prix Pierre Maubert[14].
- 1977 / Salon des Artistes français / Médaille d'Argent (posthume)[15].

## Décorations
Mobilisé lors de la Première Guerre mondiale, il reçoit la Croix de l'Argonne et la Croix de Combattant 1914-1918.

## Œuvres principales
Il s’est fait remarquer surtout par ses toiles de paysages : Côte-d’Or et Yonne, les régions d’origine de sa famille, mais aussi le Blésois, le Roussillon et l’Espagne, sans oublier bien sûr Montmartre. Parmi ses œuvres, on peut citer : 
- La Perrière en hiver, huile sur toile, exposée au Salon APSAC en 1936, achetée par l’État en 1936.
- Rue de la Roche à Laignes (Côte d’or), huile sur toile, exposée au Salon APSAC en 1962[17].
- Laignes (Côte d’or), huile sur toile, exposée au Salon APSAC en 1962[17], au Salon de l’Armée en 1963.
- Reynes (Pyrénées Orientales), huile sur toile, exposée au Salon APSAC en 1962[17], au Salon de l’Armée en 1963.
- Saint-Boubre, exposé au Salon de l’Armée en 1963.
- Noyers-sur-Serein n°1, huile sur toile, exposée au Salon APSAC en 1965[18].
- Noyers-sur-Serein n°2, huile sur toile, exposée au Salon APSAC en 1965[18].
- Arles-sur-Tech, huile sur toile, vers 1966.
- Vives n°1, huile sur toile, exposée au Salon APSAC en 1971[19].
- Vives n°2, huile sur toile, exposée au Salon APSAC en 1971[19].
- Molesmes, huile sur toile, exposée au Salon APSAC en 1971[20].
- L’église de l’écluse, huile sur toile, exposée au Salon Violet de 1975[21].
- Allée campagnarde, présentée au Salon de 1975, prix Gustave Haller–Achille Fould.
- Nature morte, présentée au Salon de 1975, prix Gustave Haller–Achille Fould, « vase de fleur et casserole de cuivre »[22].
- La Place de la Petite étape aux Vins (Noyers/Serein )[23].
- La Rue du Poids du Roy (Noyers/Serein)[23].

### Sources
- Annuaire national des Beaux-arts, Paris, 1972-1973.
- Notice manuscrite de Philippe Loiseleur des Longchamps (archives LDL).
- Arts et Loisirs, revue mensuelle de la Fédération nationale des Artistes Peintres Amateurs, mai 1950, première année, no 3, p.9.
- Dictionnaire des peintres à Montmartre, Peintres, Sculpteurs, Graveurs, Dessinateurs, Illustrateurs, Plasticiens aux XIXe et XXe siècles, Paris, Éditions André Roussard - Galerie Roussard, 1999, art. « Montreuil ».
- Philippe Hebert, « Arts décoratifs », La Revue moderne, des arts et de la vie, Paris, 1er novembre 1946, 45e année, no 10, p.16.